# دره دراس (جامو و کشمیر)
دراز (به انگلیسی: Dras) یک منطقهٔ مسکونی در هند است که در بخش کارگل واقع شده‌است. دراز ۱٬۲۰۱ نفر جمعیت دارد و ۳٬۳۰۰ متر بالاتر از سطح دریا واقع شده‌است.